# Jonathan Lobert
Jonathan Gaëtan Cédric Lobert (* 30. April 1985 in Metz) ist ein französischer Segler.

## Erfolge
Jonathan Lobert nahm an den Olympischen Spielen 2012 in London und 2016 in Rio de Janeiro in der Bootsklasse Finn-Dinghy teil. 2012 belegte er mit 49 Punkten den dritten Rang hinter Ben Ainslie und Jonas Høgh-Christensen und gewann damit die Bronzemedaille. Vier Jahre darauf kam er nicht über den 14. Platz hinaus. Bei Weltmeisterschaften gelang ihm sowohl 2015 in Takapuna als auch 2017 am Balaton der Gewinn der Silbermedaille.
Für seinen Olympiaerfolg erhielt er am 31. Dezember 2012 das Ritterkreuz des Ordre national du Mérite.